# Who We Touch
Who We Touch — одиннадцатый студийный альбом британской рок-группы The Charlatans, изданный 6 сентября 2010 года лейблом Cooking Vinyl. Он был выпущен в стандартной и двухдисковой версии. Второй диск содержал ранние демо-записи, альтернативные миксы треков из стандартного альбома и некоторые ауттейки, не вошедшие в альбом. Альбом занял 21 место в чартах Великобритании. Позже альбом был выпущен в цифровом формате.
Это последний студийный альбом Charlatans с участием барабанщика Джона Брукса, который отсутствовал в туре группы в поддержку альбома из-за лечения опухоли мозга. В туре его заменил барабанщик The Verve Питер Солсбери; впоследствии Брукс умер в 2013 году.

## Отзывы
| Совокупная оценка  | Совокупная оценка |
| Источник           | Оценка            |
| ------------------ | ----------------- |
| AnyDecentMusic?    | 6.3/10            |
| Metacritic         | 71/100            |
| Оценки критиков    |                   |
| Источник           | Оценка            |
| AllMusic           | [ 5 ]             |
| DIY                | [ 6 ]             |
| Drowned in Sound   | 7/10              |
| musicOMH           | [ 8 ]             |
| NME                | [ 9 ]             |
| PopMatters         | 7/10              |
| Record Collector   | [ 11 ]            |
| The Skinny         | [ 12 ]            |
| Slant Magazine     | [ 13 ]            |
| Time Out Abu Dhabi | 4/5               |

Who We Touch был встречен музыкальными критиками в целом благосклонно. На сайте Metacritic, который присваивает нормализованный рейтинг из 100 баллов рецензиям основных изданий, альбом получил средний балл 71, основанный на 12 рецензиях.
Стивен Томас Эрлевайн из AllMusic отметил, что "На этом альбоме 2010 года Charlatans вновь обрели чувство приключений, что сразу же бросается в глаза, как только альбом начинается с нео-шугейзового вихря «Love Is Ending», одновременно самого громкого и самого лёгкого, каким они были за последние годы. The Charlatans направляют большую часть своей энергии на звучание альбома, меняя палитру для каждой песни, позволяя более мягким моментам упиваться нежными текстурами, более трипповым моментам растягиваться на упругих петлях сэмплов и клавишных, а все более громкие моменты приводят к холодной стене звука, а не к переделанной развязности. Это узнаваемые Charlatans — трудно скрыть лаконичный говор Тима Бёрджесса или лёгкую психоделическую тягу его мелодий — но они неожиданно отказываются от своего руководства по отцовскому року и идут на риск, выпустив свой самый свежий и лучший альбом с тех пор, как они променяли Happy Mondays на Rolling Stones.

## Список композиций
Все песни написаны The Charlatans The Charlatans, кроме «I Sing the Body Eclectic», написанной The Charlatans и Пенни Рембо.
| №   | Название                                                                                     | Длительность |
| --- | -------------------------------------------------------------------------------------------- | ------------ |
| 1.  | «Love Is Ending»                                                                             | 3:48         |
| 2.  | «My Foolish Pride»                                                                           | 4:09         |
| 3.  | «Your Pure Soul»                                                                             | 5:39         |
| 4.  | «Smash the System»                                                                           | 3:34         |
| 5.  | «Intimacy»                                                                                   | 5:12         |
| 6.  | «Sincerity»                                                                                  | 6:28         |
| 7.  | «Trust in Desire»                                                                            | 5:09         |
| 8.  | «When I Wonder»                                                                              | 3:39         |
| 9.  | «Oh!»                                                                                        | 5:56         |
| 10. | «You Can Swim» (Includes 2 hidden tracks, "On the Threshold" and "I Sing the Body Eclectic") | 13:02        |

### Делюксовое издание
Disc Oneтакой же как и 10-трековая версия
Disc Two (бонусный диск)
| №   | Название                                       | Длительность |
| --- | ---------------------------------------------- | ------------ |
| 1.  | «Love Is Ending» (Early Version)               | 3:20         |
| 2.  | «Intimacy» (Early Version)                     | 3:53         |
| 3.  | «Smash the System» (Early Version)             | 3:15         |
| 4.  | «These Things» (Studio Out-take)               | 3:10         |
| 5.  | «Your Pure Soul» (Early Version)               | 5:01         |
| 6.  | «Sincerity» (Early Instrumental Version)       | 3:54         |
| 7.  | «Trust in Desire» (Alternate Take)             | 5:11         |
| 8.  | «My Foolish Pride» (Early Version)             | 4:10         |
| 9.  | «Lips That Would Kiss» (Early Version)         | 4:49         |
| 10. | «Who We Touch We Don't Mind» (Studio Out-take) | 4:53         |
| 11. | «Don't Know Where or When» (Studio Out-take)   | 5:13         |
| 12. | «Intimacy» (Alternate Mix)                     | 5:16         |
| 13. | «Throbbing Genesis» (Studio Out-take)          | 2:31         |